# Жан II (сеньор Монако)
Жан II (фр. Jean II, итал. Giovanni II; 1468 — 11 октября 1505) — сеньор Монако с 1494 года. Сын Ламберта Гримальди и его жены Клодины.

## Биография
Получил титул после смерти своего отца Ламберта 15 марта 1494 года. Был женат на Антуанетте Савойской, незаконнорожденной дочери герцога Савойи Филиппа II.
Убит своим братом Люсьеном.